# زیردریایی مینرو (اس۶۴۷)
زیردریایی مینرو (اس۶۴۷) (به انگلیسی: French submarine Minerve (S647)) یک زیردریایی بود که طول آن ۵۷٫۷۵ متر (۱۸۹ فوت ۶ اینچ) بود. این زیردریایی در سال ۱۹۶۱ ساخته شد.